# Simon Grether
 (août 2025).
Pour les articles homonymes, voir Grether.
Simon Grether, né le 20 mai 1992 à Fribourg en Suisse, est un footballeur suisse qui évolue au poste d'arrière droit ou de milieu de terrain au FC Lucerne,.

## Biographie

### En club
Né à Fribourg en Suisse, Simon Grether fait ses débuts professionnels en 2012 avec le FC Bâle. Il joue deux matchs, puis est prêté au club de Challenge League, le AC Bellinzone, avec lequel il joue neuf matchs. En 2013, il est prêté au FC Winterthour,. 
C'est en 2014 qu'il quitte définitivement le FC Bâle et rejoint le FC Wohlen. Il y passe deux saisons pour 47 matchs de Challenge League et quatre matchs de Coupe de Suisse,.
À la fin de la saison 2015-2016, Grether rejoint le FC Lucerne. Le 28 juillet 2016, Grether dispute son premier match de Ligue Europa comptant pour le match aller du troisième tour de qualification face au club italien US Sassuolo (1-1). Durant cette saison dans le championnat suisse, il joue 21 matchs et fait deux passes décisives. Gruther joue quatre matchs de la Coupe de Suisse où son équipe atteint les demi-finales face au FC Sion. Le club valaisan remporte le match aux tirs au but (6-5).
La saison suivante, il dispute 26 matchs de championnat pour un but inscrit et une passe décisive. En coupe, il joue trois matchs.
En 2018 et 2019, il dispute 27 matchs dont 23 de championnat, deux en qualification pour la Ligue Europa et deux en coupe. Son équipe termine à la huitième place,.
En juin 2016, Simon Grether prend la direction du FC Lucerne. Il signe un contrat courant jusqu'en juin 2018.

### En sélection
Simon Grether représente l'équipe de Suisse des moins de 20 ans de 2010 à 2011 pour un total de douze matchs joués.

## Palmarès
- Champion de Suisse en 2013 avec le FC Bâle